# Спорт в Нижнем Новгороде
Нижний Новгород является городом со славными спортивными историей и традициями. Первые спортивные общества были созданы ещё в начале XX века. По состоянию на 2008 год 15 нижегородских спортсменов были удостоены золотых олимпийских наград.

## История
В дореволюционные годы были широко распространены кулачные бои.
Под руководством Барнета работал клуб гимнастики и лёгкой атлетики «Русский сокол».
Первый футбольный мяч был привезён в 1909 году, вскоре появились первые футбольные команды. В 1911 году с разрешения губернатора в нагорной части появился «Нижегородский спортклуб» (НСК), в заречной части — «Канавинский кружок любителей спорта» (ККЛС), в Сормово — «Сормовский клуб спорта» (СКС).
После Великой Октябрьской социалистической революции, согласно декрету ВЦИК от 1918 года о всеобщем военном обучении организовывается широкая физическая подготовка населения, активно строятся спортивные сооружения.
В 1923 году Александр Лавров выиграл первенство России в марафонском беге. Михаил Бундин стал рекордсменом СССР по прыжкам в длину с разбега — 7 метров 37 сантиметров, а Леонид Антипьев — чемпионом СССР в метании копья — 61 м 58 см и гранаты — 87 м 89 см.
В конце 1960-х была создана школа фигурного катания олимпийского резерва.
Футбольный клуб «Локомотив», основанный в 1987 году, в 1992—1997, 1999—2001 годах выступал в высшем дивизионе чемпионата России. В высшем дивизионе (Премьер-лиге) в сезонах-2011/12—2013/14 также играла «Волга». На данный момент нижегородский футбол на профессиональном уровне представляет ФК «Нижний Новгород». Ранее на уровне команд мастеров город представляли также другие клубы.
Имеются хоккейные клубы. В КХЛ выступает ХК «Торпедо», в Чемпионат Молодёжной хоккейной лиги выступает «Чайка». Также, в сезоне 2019/2020 в регулярном чемпионате ВХЛ, выступал ХК «Торпедо-Горький». В ЖХЛ женская команда «СКИФ».

## Спортивные достижения
Первый в истории советского спорта мировой рекорд установил нижегородский атлет Михаил Буйницкий в 1923 году в Петрограде, где он проходил военную службу. Вернувшись в Нижний, он установил 10 мировых достижений и 16 — страны. Первую медаль на летних Олимпийских играх выиграл в 1952 году автозаводский легкоатлет Александр Ануфриев в беге на 10 000 м получив «бронзу», а первыми Нижегородцами призёрами на зимних играх стали конькобежка Наталья Донченко («серебро» на дистанции 500 м) и Алексей Кузнецов — бронзовый призёр в эстафетной гонке.
Значительный вклад в спортивные достижения города внесли представители «молодого» автозаводского района:
- лыжники: чемпионка мира 1972 и Олимпийских игр в Инсбруке и Саппоро Алевтина Олюнина; чемпионка СССР и РСФСР 1973 Анна Елесина;
- двукратный олимпийский чемпион 1976 года и чемпион мира по биатлону Николай Круглов старший, призёр олимпийских игр, чемпион мира по биатлону и серебряный призёр Олимпиады 2006 года Николай Круглов младший;
- хоккейная команда высшей лиги «Торпедо» ГАЗ — серебряный призёр первенства СССР 1961;
- чемпионы мира по хоккею: Ю. И. Федоров (1975, 1978), А. В. Скворцов (1979, 1981, 1983), М. П. Варнаков (1986); Виктор Коноваленко[1] — дважды олимпийский чемпион, восемь раз — чемпион мира, семь раз — чемпион Европы; Андрей Коваленко, Ковин, Владимир Александрович, Юрий Фёдоров и Александр Скворцов — олимпийскиe чемпионы.
- хоккейная команда «Старт» — серебряный призёр чемпионата России;
- П. В. Дубинин — заслуженный мастер спорта, международный гроссмейстер и чемпион мира по переписке в командном зачёте 1970;
- победители международного ралли «За мир и дружбу» 1962 В. Мосолов, Г. Добровольский, М. Метелев, Е. Матиссен, Э. Васькович, Л. Дегтярев;

Команда автогонщиков «ГАЗа» неоднократно побеждала в первенствах страны: Николай Демидов 3 раза становился чемпионом СССР и 25 — чемпионом России, Сергей Толстолуцкий — 3-кратный чемпион СССР и 16-кратный чемпион России. Впоследствии Николай Демидов стал одним из консультантов при строительстве трассы «Нижегородское кольцо».
На олимпиаде в Пекине в 2008 году Елена Посевина и Дарья Шкурихина стали золотыми медалистами.
В июне 2009 года нижегородский «Локомотив» второй год подряд стал победителем суперлиги у женщин по настольному теннису. К этому времени команда являлась трёхкратным обладателем Кубка страны.
В 2009 году Пётр Быстров в составе ФК «Рубин» стал чемпионом России.
В 2012 году нижегородец Денис Черышев стал первым россиянином, сыгравшим за «Реал Мадрид».

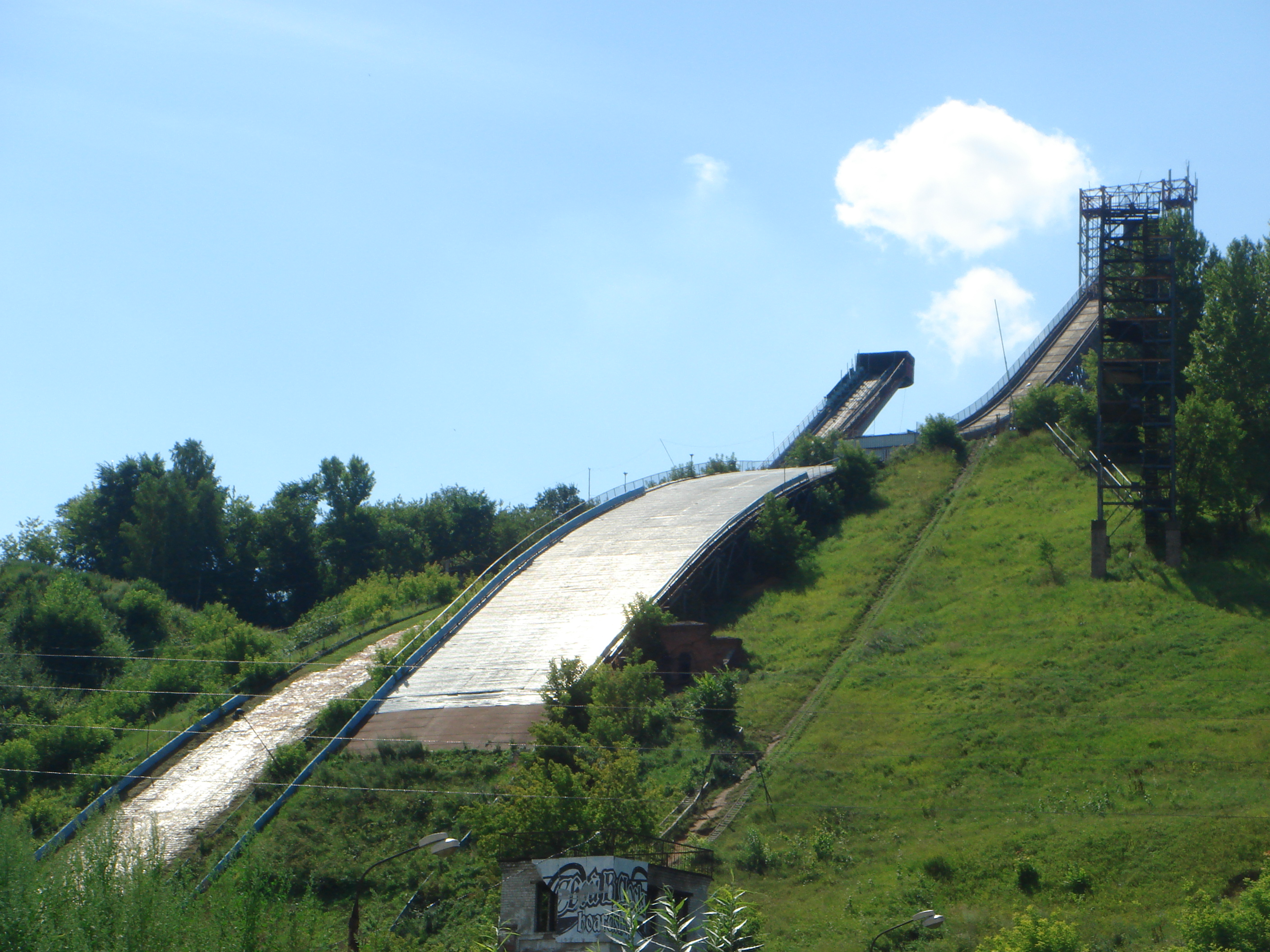
Трамплины

## Спортивные сооружения
Крупнейшие спортивные объекты Нижнего Новгорода:
- дворцы спорта с искусственным льдом — 2;
- комплекс из двух лыжных трамплинов «Печеры»[10];
- гребной канал;
- плавательных бассейнов — 15, в том числе 1 — 50-метровый, а три бассейна расположены в торгово-развлекательных комплексах. Согласно данным администрации города на март 2011 года в Нижнем Новгороде «особенно остро ощущается нехватка бассейнов».[11] Отчасти решить эту проблему планируется за счёт строительства нескольких ФОК[11];
- стадионов — 15, в том числе стадион «Нижний Новгород», на котором проходили матчи чемпионата мира по футболу 2018, и стадион «Локомотив», принимавший матчи российской футбольной Премьер-лиги;
- ипподром, основанный в 1894 году. Сейчас  находится в запущенном состоянии: несколько лет не работает тотализатор, необходимое оборудование и снаряжение изношено или отсутствует, сотрудники вынуждены заниматься натуральным хозяйством.[12]
- домов спорта — 8.

В городе работает развитая сеть спортивно-оздоровительных учреждений, которая включает:
- физкультурно-оздоровительных комплексов — 8;
- спортивных залов — 321;
- спортивных площадок — 522.

Действуют яхт-клубы «Ока», «Торпедо», «Эконт».
Конный спорт представлен Детско-юношеской конно-спортивной школой ГЖД (в микрорайоне Сортировочный), конно-спортивной школой «Аллюр» (Автозаводский район, создана по инициативе руководства ОАО «ГАЗ»), СДЮШОР КС (Высоково).
Город представлен в таких видах спорта, как хоккей (клуб «Торпедо»), футбол (клуб «Нижний Новгород»), хоккей с мячом (клуб «Старт»), настольный теннис и др.

### Нагорный дворец спорта профсоюзов
Дворец спорта был построен в 1965 году. В соответствии с регламентом проведения соревнований по хоккею, команды суперлиги, начиная с сезона 2007—2008 годов, обязаны иметь ледовые арены вместимостью не менее 5,5 тысяч зрительских мест.
После завоевания нижегородским «Торпедо» права выступать в суперлиге отечественного хоккея возникла необходимость в реконструкции Дворца спорта.
Реконструкция включает в себя два этапа. Первый этап (апрель—сентябрь 2007 года): выполнение всех необходимых требований для проведения игр по требованиям суперлиги и установка инженерных систем для строительства второй очереди. 9 сентября 2007 года дворец спорта был открыт после завершения I этапа реконструкции.
На втором этапе планируется строительство четырёхэтажной части здания с торцевой части, в которой разместятся вспомогательные помещения.

## Проведение соревнований

### Автомобильный спорт
Ежегодно в феврале на Нижегородском ипподроме в классе «Волга» проходят зимние трековые автомобильные гонки на кубок России «Автозаводское кольцо». Максимальная скорость достигает 150 км/ч. Приз предоставляется Горьковским автозаводом.
С 2008 года на полигоне «Березовая пойма» проводятся зимние трековые автомобильные гонки в классе машин «Жигули» на кубок губернатора «Автотрек».

### Футбол
Нижний Новгород был в числе 11 российских городов, принимавших игры Чемпионата мира по футболу 2018 года.

### Спортивные танцы
23 февраля 2008 года в здании Нижегородской ярмарки прошёл первый этап Чемпионата России по Европейским танцам среди взрослых.
7—8 ноября 2009 года во Дворце спорта им. Коноваленко прошло первенство ПФО по латиноамериканским танцам.

### Конный спорт
9 июня 2008 года в конно-спортивном комплексе «Пассаж» стартовал чемпионат России и этап Кубка Мира по выездке. В рамках этих соревнований был проведён «Кубок Губернатора».

### Шашки
Макси́м Влади́мирович Фёдоров — спортсмен в заочные шашки. Гроссмейстер России (2006), серебро II Кубка мира по заочной игре в русские шашки (1999—2001 год), бронза чемпионата мира по заочной игре в русские шашки среди мужчин (2003—2005).

### Неофициальные
Из неофициальных первенств в городе прошёл финал Кубка России 2009 по авиамодельному спорту в классе воздушного боя.